# Billardiera procumbens
Billardiera procumbens là một loài thực vật có hoa trong họ Pittosporaceae. Loài này được (Hook.) E.M.Benn. mô tả khoa học đầu tiên năm 1978.